# 特奥多尔·施旺
特奥多尔·施万（德語發音：[ˈteːodoːɐ̯ ˈʃvan]；或译许旺；1810年12月7日—1882年1月11日），德国动物学家。他在生物领域贡献巨大，是现代细胞学的创始人之一，包括发展了细胞学说，施万细胞的发现和对胃蛋白酶的发现与研究。
更進一步發現動物細胞內也有細胞核的存在，核外為透明的流動物質，與核之間有一層薄膜隔開，但沒有像植物細胞顯著的細胞壁構造。